# 寶興茶馬古道
寶興茶馬古道位於四川省雅安市寶興縣，文物遺址年代判定為明至清。2012年7月16日公佈為第八批四川省文物保護單位。

## 簡介[2]
寶興茶馬古道位於四川省雅安市寶興縣，是古代四川境內南段聯繫西南夷、吐蕃諸民族的重要交通要道。寶興縣區域早在商周時期，由於文化交流及民族遷徙等原因，便已形成了一條北通中原，南及南亞的古道，史籍中記載有青衣道、靈關道、嚴道、旄牛道等，其中靈關道便位於寶興縣境內。現存遺址包括：寶天道曹家村段遺址、楊家大院、觀音寺、穆坪土司衙署遺址、長偏橋棧道遺址、扎角壩明樓。